# Ema Škrachová-Kaprálková
Ema Škrachová-Kaprálková v matrice Emilie Marie (15. dubna 1891 Sušno – 5. května 1968 Praha), byla česká pedagožka a překladatelka.

## Život
Rodiči Emy byli František Kaprálek, statkář v Sušně (1851–1900) a Marie Kaprálková-Horáková z Chotětova (1855–1899), vzali se 4. července 1874. Její sourozenci byli Eduard Kaprálek (1875–1924), Ludvík Kaprálek (1877–1949), Norbert Kaprálek (1883–1924), František Kaprálek (1887–1902) a Anna Lexová-Kaprálová (1889–1968).
Ema Škrachová-Kaprálková studovala v Praze na gymnáziu Minerva spolu s Olgou Masarykovou. U Masaryků se poznala se studentem Vasilem Škrachem. Po ukončení gymnázia jela studovat na univerzitu do Cambridge. V letech 1915–1917 učila na Obchodní akademii v Hořicích. Roku 1920 vystoupila z katolické církve. V roce 1921 se provdala za Vasila Škracha (1891–1943) knihovníka, archiváře a literárního tajemníka prezidenta Masaryka. Měli spolu dvě dcery: Evu Pizovou-Škrachovou (1929) a Irenu Škrachovou (1933). Po svatbě se plně věnovala literární činnosti. V Praze III 557, bydlela na adrese U železné lávky 6.

## Dílo

### Překlady
- Základy sociální péče – Charles Richmond Henderson, 1920[3]
- Čistá žena – Frank Arthur Swinnerton. Praha: Jan Laichter, 1924
- O lidech mezi lidmi – John Ruskin. Praha: Bohuslav Hendrich, 1927
- Vybrané essaye – Francis Bacon; přeložila a napsala úvod. Praha: Bohuslav Hendrich, 1928
- Záhada Grootova parku – Freeman Wills Crofts. Praha: Čin, Jan Aubrecht, 1928[4]
- Základy sociologie – Frank Wilson Blackmar, John Lewis Gillin; přeložili František Fajfr, Ema Škrachová-Kaprálková, Vasil Kaprálek Škrach. Praha: Orbis, 1928
- Druhý ostrov Johna Bulla – George Bernard Shaw. Praha: Družstevní práce, 1930; Břetislav Maria Klika 1930
- Ženění a vdávání – George Bernard Shaw; ilustroval Zdeněk Kratochvíl, autor obálky Ladislav Sutnar. Praha: Družstevní práce, 1931[4]
- Vyhlídky demokracie – Walt Whitman; s předmluvou F. X. Šaldy. Praha: Jan Laichter, 1936
- Tajemství šípu: detektivní román – Alfred Edward Woodley Mason. Zbraslav: Eduard Beaufort, 1948